# مبرهنة رول

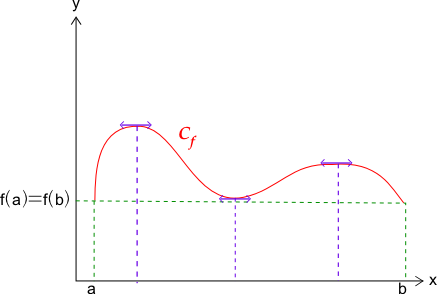
تمثيل بياني للنظرية

في التفاضل والتكامل، تنص مبرهنة رول على أن كل دالة قيمها عبارة عن أعداد حقيقية وقابلة للاشتقاق، والتي تتساوى قيمتها عند نقطتين اثنتين مختلفتين، فإن لهذه الدالة نقطة ما بينهما، حيث تكون قيمة اشتقاق الدالة عند تلك النقطة مساوية للصفر.
إذا كانت {\displaystyle f\;} دالة تحقق الشروط الآتية لعددين حقيقيين a وb بحيث {\displaystyle a<b\;}
- الدالة متصلة في المجال المغلق
- الدالة قابلة للاشتقاق في المجال المفتوح {\displaystyle (a,b)}
- {\displaystyle f(a)=f(b)}

فإنه يوجد عنصر c حقيقي ضمن {\displaystyle (a,b)} بحيث {\displaystyle f'(c)=0\;}.

## الصيغة الرسمية للمبرهنة
تكتب مبرهنة رول على الشكل التالي:
مبرهنة — 
لتكن a و b  عددين حقيقين حيث a < b و f  دالة للقيم الحقيقية متصلة على [a, b] و قابلة للإشتقاق على ]a, b[ حيث
{\displaystyle f(a)=f(b).}
يوجد (على الأقل) عدد حقيقي c  ينتمي إلى ]a, b[ حيث
{\displaystyle f'(c)=0.}

## التاريخ
أول برهان رسمي معروف لهذه المبرهنة يعود إلى ميشيل رول. كان ذلك في عام 1691. لكن هذا البرهان لم يكن كاملا حيث تطرق إلى متعددات الحدود فقط. لم يستعمل طرق التفاضل، لأنه كان يعتبرها خاطئة أثناء برهانه هذا. أول برهان كامل معروف لهذه المبرهنة يعود إلى عالم الرياضيات الفرنسي كوشي. كان ذلك عام 1823. هي حالةٌ خاصة من مبرهنة القيمة المتوسطة.

## أمثلة

### المثال الأول

نصف دائرة شعاعها يساوي r.

ليكن r عددا موجبا ولتكن الدالة التالية:
{\displaystyle f(x)={\sqrt {r^{2}-x^{2}}},\quad x\in [-r,r].}

### المثال الثاني

الرسم البياني لدالة القيمة المطلقة.

إذا لم يتوفر شرط الاشتقاق داخل المجال الذي هو بصدد الدراسة، فإن مبرهنة رول قد لا تُطبق. على سبيل المثال، دالة القيمة المطلقة
{\displaystyle f(x)=|x|,\qquad x\in [-1,1].}
لا تطيق مبرهنة رول : رغم أن f (−1) = f (1)، فإنه لا يوجد عدد c محصور بين ناقص واحد والواحد حيث حيث تنعدم مشتقة f (أي f ′(c) = 0). يعود ذلك إلى كون الدالة f غير قابلة للاشتقاق عند الصفر. انظر أيضا إلى نقطة حرجة (رياضيات).

## تعميم لدرجات اشتقاق أعلى

### برهان
وجود القيمة r يعني أن هناك قيمة قصوى أو دنيا.
نفترض f موجبة في (أ، ب).
في هذه الحالة يكون للدالة f على الأقل قيمة قصوية.
إذا افترضنا أنه لا توجد القيمة r، وf(a) = 0 وf موجبة. فهذا يعني أن الدالة f متزايدة أي أن f(b)#0 وهذا يتناقض مع f(b)=0.